# Área metropolitana de Bilbao
El área metropolitana de Bilbao (en euskera: Bilboko metropoli eremua) o el Gran Bilbao (en euskera: Bilbo handia) es la zona urbana más poblada de la cornisa cantábrica y la sexta área metropolitana más poblada de España, donde reside cerca del 80 % de la población de Vizcaya y la mitad del País Vasco. El área incluye 35 municipios vizcaínos y las ciudades más pobladas son Bilbao, Baracaldo, Guecho, Portugalete y Santurce.
A veces los municipios de Amorebieta-Echano, Durango, Munguía, Llodio (Álava) y Castro-Urdiales (Cantabria) se incluyen dentro del área metropolitana o influidos por ella.
Se compone de los municipios que integran la comarca no oficial del Gran Bilbao, más diez municipios: Arrancudiaga, Barrica, Berango, Górliz, Lemóniz, Plencia, Sopelana, Miravalles, Urdúliz y Ceberio.
La primera mención al origen de esta área urbana se remonta a 1884. En el contexto de la industrialización de Vizcaya, el diario El Noticiero Bilbaíno advirtió en un artículo titulado «Previsión» sobre la gran concentración humana creada en torno a las fábricas siderúrgicas.

## Geografía

Área metropolitana de Bilbao por zonas:
Gris: Bilbao
Azul oscuro: Margen Izquierda
Naranja: Arratia-Nervión
Verde: Txorierri
Rojo: Zona Minera
Magenta: Alto Nervión
Azul claro: Uribe Kosta
Amarillo: Margen Derecha

Podemos distinguir varias zonas principales dentro del Bilbao metropolitano:
Villa de Bilbao: se trata del polo del área metropolitana.
Margen Izquierda: dentro del ámbito territorial del Gran Bilbao situada en la margen izquierda de la ría de Bilbao. Se trata de una zona tradicionalmente obrera, fabril y marinera, compuesta por los municipios de Baracaldo, Sestao, Portugalete y Santurce.
Margen Derecha: dentro del ámbito territorial del Gran Bilbao situada en la margen derecha de la ría de Bilbao. Zona mayormente residencial, compuesta por los municipios de Erandio, Lejona y Guecho.
Valle de Asúa: dentro del ámbito territorial del Gran Bilbao situada al norte de Bilbao, tras la cordillera Archanda-Avril. Se trata de un área residencial e industrial, compuesta por los municipios de Sondica, Lujua, Derio, Zamudio, Lezama y Larrabezúa.
Zona Minera: dentro del ámbito territorial del Gran Bilbao situada al suroeste de Bilbao. Como su nombre indica, la zona es de tradición minera, y está compuesta por los municipios de Valle de Trápaga, Abanto y Ciérvana, Ortuella, Musques y Zierbena.
Alto Nervión: dentro del ámbito territorial del Gran Bilbao situada al este de Bilbao, junto al cauce del río Nervión. Acoge mayormente zonas industriales y rurales, y se compone de las localidades de Echévarri, Basauri, Arrigorriaga, Galdácano y Zarátamo.
Esas 6 subcomarcas son términos populares ampliamente reconocidos pero no oficiales, sin embargo oficialmente forman 3 comarcas independientes:
- Bilbao
- Margen Izquierda (Margen Izquierda, Zona Minera y Alto Nervión)
- Margen Derecha (Margen Derecha y Valle de Asúa)

Uribe: comarca de Vizcaya al norte del Gran Bilbao. Área tradicionalmente rural, en ella se incluyen los municipios de Berango, Sopelana, Urdúliz, Barrica, Plencia, Górliz y Lemóniz.
Arratia-Nervión: comarca de Vizcaya al sur del Gran Bilbao. Área industrial y rural, incluye los municipios de Arrancudiaga, Miravalles y Ceberio.
En último lugar, cabría destacar el caso especial de Castro Urdiales, municipio limítrofe con la provincia de Vizcaya perteneciente a la CA de Cantabria, el cual cuenta con una población de 32 069 habitantes (2019). Sin embargo, el hecho de que Castro Urdiales pertenezca a una comunidad autónoma diferente no impide que este municipio sea considerado de facto como integrante del área metropolitana de Bilbao. La razón que explica su inclusión es la influencia económica, sociológica y cultural que el área del Gran_Bilbao ha desempeñado sobre Castro Urdiales debido a su proximidad con la ciudad de Bilbao. Esta influencia se ha materializado en un súbito crecimiento del municipio cántabro durante la primera década de este siglo debido a la desconcentración demográfica de Bilbao y la Margen Izquierda, lo que ha supuesto que actualmente Castro Urdiales cuente con una población_de_hecho superior a los 50 000 habitantes, en su mayoría provenientes de la provincia de Vizcaya.

## Municipios del Área Urbana Integrada de Bilbao

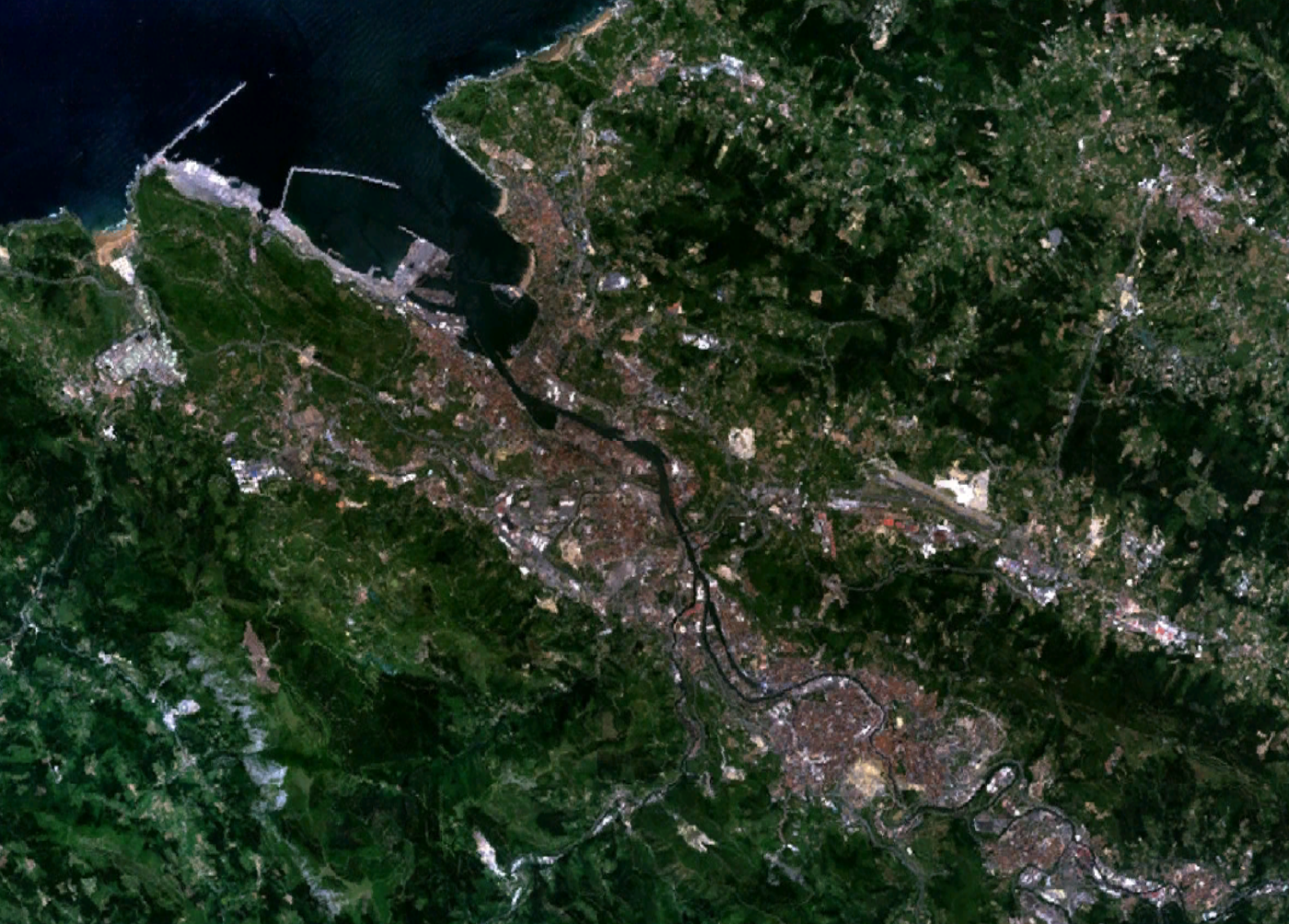
Vista satélite del área urbana integrada de Bilbao.

El Área Urbana Integrada de Bilbao está definida en las Directrices de Ordenación del Territorio de la comunidad autónoma del País Vasco como el área urbana supramunicipal con una serie de problemas que deben ser resueltos en un marco amplio. El área queda definida con intención de detectar y aprovechar espacios degradados y residuales, generalmente próximos a la Ría del Nervión, para mejorar el tejido urbano de los municipios afectados, dentro de un único programa urbano común. Dicho área incluye, además de al municipio de Bilbao, a todos los municipios que conforman las Márgenes Izquierda y Derecha de la Ría de Bilbao, gran parte de los municipios del Valle de Asúa y del Alto Nervión, y un municipio de la Zona Minera.
| Municipio        | Comarca                       | Habitantes | Área en km² | Densidad  | Distancia Bilbao  |
| ---------------- | ----------------------------- | ---------- | ----------- | --------- | ----------------- |
| Alonsótegui      | Margen Izquierda              | 2 820      | 16,02       | 176,03    | 08 - limítrofe    |
| Arrigorriaga     | Margen Izquierda/Alto Nervión | 12 511     | 16,21       | 771,81    | 06 - limítrofe    |
| Baracaldo        | Margen Izquierda              | 100 061    | 25,03       | 3 997,64  | 08 - limítrofe    |
| Basauri          | Margen Izquierda/Alto Nervión | 42 166     | 7,01        | 6 015,12  | 07 - limítrofe    |
| Bilbao           |                               | 352 700    | 41,3        | 8 676,51  | -                 |
| Derio            | Margen Derecha/Valle de Asúa  | 5 458      | 7,4         | 737,57    | 07 - limítrofe    |
| Erandio          | Margen Derecha                | 24 262     | 18,0        | 1 350,14  | 08 - limítrofe    |
| Echévarri        | Margen Izquierda/Alto Nervión | 10 133     | 3,3         | 3 108,28  | 01,5 - limítrofe  |
| Galdácano        | Margen Izquierda/Alto Nervión | 29 049     | 31,7        | 917,53    | 11,36 - limítrofe |
| Guecho           | Margen Derecha                | 80 089     | 11,9        | 6 735,83  | 14                |
| Lejona           | Margen Derecha                | 30 454     | 8,5         | 3 574,41  | 10                |
| Lujua            | Margen Derecha/Valle de Asúa  | 2 491      | 15,3        | 166,07    | 06                |
| Portugalete      | Margen Izquierda              | 47 742     | 3,2         | 14 872,00 | 14                |
| Santurce         | Margen Izquierda              | 47 076     | 7,2         | 6 953,62  | 14                |
| Sestao           | Margen Izquierda              | 28 959     | 3,5         | 8 274,00  | 12                |
| Sondica          | Margen Derecha/Valle de Asúa  | 4 533      | 6,3         | 119,29    | 05 - limítrofe    |
| Valle de Trápaga | Margen Izquierda/Zona Minera  | 12 224     | 13,1        | 933,13    | 12                |
| Zamudio          | Margen Derecha/Valle de Asúa  | 3 248      | 18,1        | 180,44    | 07 - limítrofe    |
| TOTAL            | —                             | 835 976    | 253         | 3 753,30  | —                 |

## Municipios del área metropolitana de Bilbao
| Municipio                     | Extensión (km²) | Población (INE 2011) | Densidad (hab/km²) |
| ----------------------------- | --------------- | -------------------- | ------------------ |
| Abanto y Ciérvana (PNV)       | 18,0            | 9.708                | 538,44             |
| Alonsótegui (PNV)             | 16,0            | 2.845                | 177,59             |
| Arrancudiaga (EH Bildu)       | 20,8            | 961                  | 42,24              |
| Arrigorriaga (EH Bildu)       | 22,8            | 12.525               | 772,67             |
| Baracaldo (PNV)               | 25,0            | 100.369              | 4 009,95           |
| Barrica (PNV)                 | 7,8             | 1.510                | 194,34             |
| Basauri (PNV)                 | 7,2             | 41.971               | 5 987,30           |
| Berango (PNV)                 | 8,8             | 6.883                | 771,37             |
| Bilbao (PNV)                  | 41,3            | 351.629              | 8 650,16           |
| Ceberio (PNV)                 | 47,1            | 1.075                | 22,80              |
| Ciérvana (PNV)                | 9,2             | 1.461                | 159,67             |
| Derio (PNV)                   | 7,4             | 5.627                | 760,41             |
| Echévarri (La Voz del Pueblo) | 3,3             | 10.337               | 3 170,86           |
| Erandio (PNV)                 | 18,0            | 24.326               | 1 353,70           |
| Galdácano (EH Bildu)          | 31,7            | 29.130               | 920,09             |
| Górliz (PNV)                  | 10,2            | 5.532                | 537,61             |
| Guecho (PNV)                  | 11,9            | 80.026               | 6 730,53           |
| Larrabezúa (EH Bildu)         | 21,5            | 1.974                | 92,29              |
| Lejona (PNV)                  | 8,5             | 30.626               | 3 594,60           |
| Lemóniz (PNV)                 | 14,3            | 1.083                | 57,30              |
| Lezama (PNV)                  | 16,5            | 2.476                | 147,38             |
| Lujua (PNV)                   | 15,3            | 2.498                | 166,53             |
| Miravalles (PNV)              | 5,2             | 4.059                | 894,05             |
| Musques (PNV)                 | 20,8            | 7.541                | 350,74             |
| Ortuella (PNV)                | 7,7             | 8.416                | 1 100,13           |
| Plencia (PNV)                 | 6,3             | 4.314                | 386,21             |
| Portugalete (PSE-EE)          | 3,2             | 47.756               | 14 877,26          |
| Santurce (PNV)                | 7,2             | 47.129               | 6 951,45           |
| Sestao (PNV)                  | 3,5             | 28.831               | 8 237,43           |
| Sondica (PNV)                 | 6,3             | 4.548                | 119,68             |
| Sopelana (PNV)                | 8,4             | 12.912               | 1 538,97           |
| Urdúliz (PNV)                 | 7,8             | 3.632                | 465,51             |
| Valle de Trápaga (PNV)        | 13,1            | 12.189               | 930,46             |
| Zamudio (PNV)                 | 18,1            | 3.281                | 182,28             |
| Zarátamo (EH Bildu)           | 10,0            | 1.663                | 166,30             |
| Total                         | 500,2           | 910.843              | 1 820,96           |

## Histórico de demografía en los municipios del Bilbao metropolitano
| Municipio                     | Población 2009 | Población 2008 | Población 2007 | Población 2006 | Población 2000 | Población 1991 | Población 1980 | Población 1970 | Población 1960 | Población 1950 |
| ----------------------------- | -------------- | -------------- | -------------- | -------------- | -------------- | -------------- | -------------- | -------------- | -------------- | -------------- |
| Abanto y Ciérvana (PNV)       | 9.647          | 9.608          | 9.609          | 9.608          | 8.989          | 9.247          | 9.420          | 10.002         | 11.513         | 9.330          |
| Alonsótegui (PNV)             | 2.835          | 2.831          | 2.804          | 2.785          | 2.760          | 3.047          | -              | -              | -              | -              |
| Arrancudiaga (EH Bildu)       | 909            | 885            | 848            | 824            | 745            | 685            | 837            | 1.087          | 940            | 902            |
| Arrigorriaga (EH Bildu)       | 12.435         | 12.399         | 12.341         | 12.245         | 10.662         | 9.667          | 8.912          | 9.820          | 8.142          | 4.646          |
| Baracaldo (PNV)               | 98.460         | 97.328         | 96.412         | 95.640         | 97.281         | 105.677        | 117.422        | 108.757        | 77.802         | 42.240         |
| Barrica (PNV)                 | 1.449          | 1.417          | 1.405          | 1.375          | 1.159          | 887            | 774            | 929            | 1.003          | 1.031          |
| Basauri (PNV)                 | 42.657         | 42.966         | 43.250         | 43.626         | 47.036         | 50.395         | 51.996         | 41.794         | 23.030         | 11.637         |
| Berango (PNV)                 | 6.588          | 6.440          | 6.280          | 6.012          | 4.929          | 4.102          | 4.135          | 2.877          | 1.812          | 1.664          |
| Bilbao (PNV)                  | 354.860        | 353.340        | 353.168        | 354.145        | 354.271        | 372.054        | 433.030        | 410.490        | 297.942        | 229.334        |
| Ceberio (PNV)                 | 1.054          | 1.072          | 1.072          | 1.050          | 959            | 912            | 1.067          | 1.603          | 2.076          | 2.044          |
| Ciérvana (PNV)                | 1.382          | 1.351          | 1.299          | 1.283          | 1.206          | -              | -              | -              | -              | -              |
| Derio (PNV)                   | 5.307          | 5.253          | 5.191          | 5.107          | 4.700          | 4.904          | -              | -              | -              | -              |
| Echévarri (La Voz del Pueblo) | 9.171          | 8.536          | 8.152          | 7.887          | 6.690          | 6.426          | 6.523          | 4.452          | 4.148          | 1.529          |
| Erandio (PNV)                 | 24.262         | 23.987         | 23.960         | 23.653         | 22.853         | 24.977         | -              | -              | -              | -              |
| Galdácano (EH Bildu)          | 29.226         | 29.234         | 29.183         | 29.374         | 29.387         | 28.885         | 26.545         | 18.770         | 10.431         | 7.733          |
| Górliz (PNV)                  | 5.400          | 5.287          | 5.176          | 5.049          | 4.179          | 2.942          | 3.205          | 2.324          | 1.924          | 1.733          |
| Guecho (PNV)                  | 80.770         | 81.260         | 81.746         | 82.327         | 83.789         | 79.517         | 67.321         | 39.153         | 22.951         | 19.309         |
| Larrabezúa (EH Bildu)         | 1.874          | 1.840          | 1.742          | 1.663          | 1.537          | 1.486          | 1.608          | 1.833          | 1.698          | 1.745          |
| Lejona (PNV)                  | 30.079         | 29.748         | 29.217         | 29.100         | 27.925         | 25.506         | 22.382         | 10.571         | 7.553          | 5.765          |
| Lemóniz (PNV)                 | 1.028          | 1.031          | 991            | 950            | 882            | 774            | 943            | 747            | 843            | 869            |
| Lezama (PNV)                  | 2.465          | 2.443          | 2.411          | 2.352          | 2.124          | 2.002          | 1.786          | 1.612          | 1.494          | 1.501          |
| Lujua (PNV)                   | 2.290          | 2.147          | 2.180          | 2.200          | 1.885          | 1.684          | -              | -              | -              | -              |
| Miravalles (PNV)              | 4.029          | 4.014          | 4.017          | 4.035          | 4.122          | 4.073          | 4.270          | 3.419          | 2.394          | 1.716          |
| Musques (PNV)                 | 7.216          | 7.089          | 6.943          | 6.839          | 6.208          | 6.407          | 6.010          | 6.047          | 4.761          | 4.042          |
| Ortuella (PNV)                | 8.520          | 8.504          | 8.577          | 8.618          | 8.819          | 8.851          | 8.918          | 8.021          | 7.611          | 5.642          |
| Plencia (PNV)                 | 4.302          | 4.146          | 4.081          | 4.069          | 3.556          | 2.520          | 3.040          | 2.766          | 2.417          | 2.195          |
| Portugalete (PSE-EE)          | 48.105         | 48.205         | 48.386         | 49.118         | 52.681         | 55.404         | 57.534         | 45.589         | 22.584         | 12.211         |
| Santurce (PNV)                | 46.978         | 47.004         | 47.094         | 47.320         | 47.999         | 50.124         | 53.329         | 46.194         | 25.570         | 10.224         |
| Sestao (PNV)                  | 29.476         | 29.638         | 29.718         | 30.036         | 32.852         | 35.537         | 39.933         | 37.312         | 24.992         | 19.969         |
| Sondica (PNV)                 | 4.536          | 4.484          | 4.432          | 4.389          | 3.929          | 3.352          | -              | -              | -              | -              |
| Sopelana (PNV)                | 12.359         | 12.242         | 12.123         | 11.861         | 10.097         | 8.164          | 6.259          | 2.373          | 1.836          | 1.459          |
| Urdúliz (PNV)                 | 3.338          | 3.300          | 3.267          | 3.139          | 2.999          | 2.575          | 2.658          | 2.128          | 1.453          | 1.325          |
| Valle de Trápaga (PNV)        | 12.353         | 12.402         | 12.451         | 12.508         | 12.450         | 13.147         | 13.582         | 11.331         | 9.477          | 8.444          |
| Zamudio (PNV)                 | 3.203          | 3.227          | 3.226          | 3.192          | 2.900          | 3.501          | -              | -              | -              | -              |
| Zarátamo (EH Bildu)           | 1.735          | 1.741          | 1.687          | 1.651          | 1.662          | 1.623          | 1.750          | 2.051          | 1.856          | 1.142          |
| Bilbao metropolitano          | 910.298        | 906.387        | 904.439        | 905.030        | 906.222        | 931.054        | 955.189        | 834.052        | 580.253        | 411.381        |

## Política
Tras las Elecciones Municipales de 2011, el PNV gobierna en 26 de los 35 municipios, mientras Bildu lo hace en 4, el PSE-EE en 2, y diferentes grupos independientes en 3.

## Transporte público
El área metropolitana de Bilbao tiene una extensa red de transporte público, fundamentada en el transporte ferroviario además de disponer también de servicios de transporte público por carretera.

### Transporte ferroviario

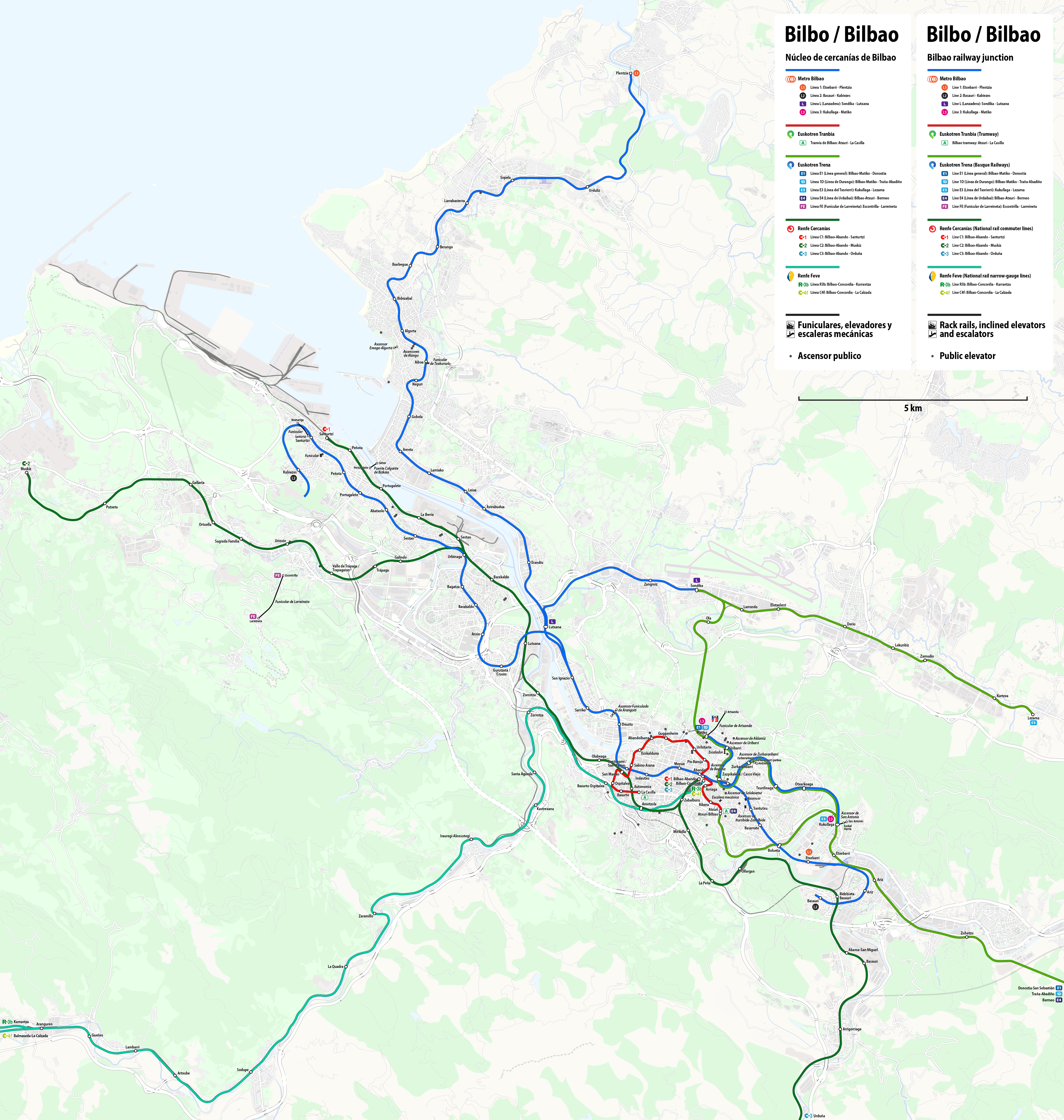
Mapa de las líneas ferroviarias del Bilbao Metropolitano, con los tramos actualmente en obras entre líneas.

- El metro de Bilbao es el eje vertebrador más importante del área metropolitana. Cuenta con tres líneas que recorren el centro y barrios altos del nordeste de la ciudad. Las líneas 1 y 2 se bifurcan para recorrer ambas márgenes de la ría de Bilbao, la línea 1 por la Margen Derecha y la línea 2 por la Margen Izquierda. Las líneas 4 y 5 están en fase de estudio.

- La red de Renfe Cercanías Bilbao está conformada por cuatro líneas que se interconectan en la estación intermodal de Bilbao-Abando (en el caso de la C-4, en la adyacente estación de Bilbao-Concordia. Partiendo de dicha estación, las líneas C-1 y C-2 recorren el sur de Bilbao y llegan hasta Baracaldo, donde se bifurcan para llegar a la Zona Minera la C-2, y al final de la Margen Izquierda la C-1. Por su parte, la línea C-3 tiene parada en los barrios bilbaínos de Miribilla y La Peña, y continúa hasta la ciudad de Orduña pasando por varios pueblos de Álava. Por último, la línea C-4 sigue un trayecto parecido a las C-1 y C-2 hasta llegar a Zorroza, donde se dirige hacia Alonsótegui para luego llegar a las Encartaciones y acabar en Valmaseda.

- Euskotren Trena ofrece sus servicios en las líneas 1D entre Bilbao y Ermua pasando por el Duranguesado, la línea 3 entre Bilbao y Bermeo pasando por Busturialdea, la línea 4 entre Bilbao y Lezama por el Valle de Asúa y la línea 5 con su servicio de funicular entre Larreineta y Escontrilla, en el Valle de Trápaga. Asimismo, también se está construyendo la conexión ferroviaria al aeropuerto de Bilbao, que se unirá a la línea 3 de metro.

- La línea de tranvía de Euskotren Tranbia discurre íntegramente por el centro de Bilbao, uniendo La Casilla con Achuri a través de Abandoibarra, símbolo de la regeneración urbanística de la villa. Se encuentra en construcción la línea de tranvía UPV - Leioa - Urbinaga y en estudio el tranvía de Baracaldo.

- La línea regional de Renfe Cercanías AM R-3f ofrece un servicio a Carranza, la línea R-3b.

- El funicular de Archanda une el barrio de Castaños con el monte Archanda.

### Transporte por carretera
- Bajo la marca Bilbobus, Autobuses de Lujua, Erandioko Herri Autobusa, Etxebarri Bus y Sopelbus operan las líneas urbanas. Kbus es el bus urbano de la ciudad de Baracaldo.
- Bizkaibus es el servicio de líneas interurbanas.

## Bilbao vs. País Vasco
En la siguiente tabla se compara el peso demográfico que representa la villa de Bilbao, su comarca, el área metropolitana y su provincia respecto al total de la comunidad autónoma del País Vasco.
| Entidad local        | 2009      | %     |
| -------------------- | --------- | ----- |
| Bilbao               | 354.860   | 16,3  |
| Gran Bilbao          | 869.842   | 40,4  |
| Bilbao metropolitano | 910.298   | 41,9  |
| Provincia de Vizcaya | 1.152.658 | 53,1  |
| Total País Vasco     | 2.172.175 | 100,0 |

## Proyectos en torno al Bilbao metropolitano
Los principales municipios de la zona y área metropolitana, Bilbao y Baracaldo constituyeron en 1992 junto con la Diputación Foral de Vizcaya y las administraciones nacional y autonómica la entidad Bilbao Ría 2000 para la regeneración urbanística de Bilbao y su entorno, precisamente por ser éstos los municipios más castigados por la intensa actividad industrial y la gran cantidad de suelos contaminados y ruinas industriales que derivaron de aquella actividad. Entre los proyectos que ha impulsado esta institución se encuentran la recuperación de Abandoibarra, antiguo suelo industrial donde actualmente se ubican el Museo Guggenheim Bilbao y el Palacio Euskalduna.
Paralelamente, existe la asociación Bilbao Metrópoli-30, constituida en 1991 por el Ayuntamiento de Bilbao, la Diputación Foral de Vizcaya, el Gobierno Vasco y diversas entidades públicas y privadas para la revitalización del Bilbao metropolitano.